# Steganografi
| Digitalt billede t.v. af et træ indeholdende et steganografisk billede. Det indeholdte billede af en kat ses til højre. |  | Digitalt billede t.v. af et træ indeholdende et steganografisk billede. Det indeholdte billede af en kat ses til højre. |
| Digitalt billede t.v. af et træ indeholdende et steganografisk billede. Det indeholdte billede af en kat ses til højre. |  | |

Steganografi (af græsk steganos, "dækket", og gráphein, "at skrive") er et underemne inden for kryptologien, der beskæftiger sig med at skjule beskeder i en eller anden form for kontekst. Steganografi adskiller sig fra kryptering, da man ved kryptering forudsætter, at en opponent kender til beskedtransporten. Ved steganografi prøver man i stedet at skjule, at der overhovedet sker en beskedtransport.

## Steganografiens historie
Historisk beretter Herodot om den første anvendelse af steganografi i Historia. En græker ved navn Demeratos, der var blevet udvist fra sit hjemland og boede i Persien, fik nys om den persiske kong Xerxes' oprustning med henblik på at invadere Athen og Sparta (Grækenland). Demeratos skrev en besked på en tavle lavet af træ, dækkede den med voks og fik den bragt til grækerne. Da Xerxes invaderede d. 23. september 480 f.v.t., blev hans flåde lokket ind i Salamis bugten nær Athen af de velforberedte grækere, og knust. Senere beretter Herodot hvordan en vis Histaios lod sin budbringer kronrage, hvorpå der på hans hoved blev skrevet en besked. Budbringeren kunne derefter, da håret var groet ud igen, uhindret
rejse til modtageren.
Plinius den Ældre beretter allerede i det 1. århundrede e.v.t. om usynlig skrift. Hvis man skriver med "mælken" fra Thithymallus planten bliver det skrevne usynligt, men kan genfindes når man forsigtigt varmer papiret op. Næsten alle organiske stoffer har denne egenskab, f.eks. har spioner benyttet urin til samme formål.
Steganografi har også været anvendt i det gamle Kina, hvor man skrev beskeder på silke, krøllede silken sammen til en kugle og dækkede denne med voks. Budbringeren sluger derefter kuglen, og rejser til sit bestemmelsessted. Den italienske videnskabsmand Giovanni Porta har beskrevet hvordan man med en blanding af alun og vineddike kan skrive en besked på et hårdkogt æg. Beskeden er usynlig på ydersiden, men kan læses på æggehviden når ægget pilles.
Under 2. verdenskrig fandt tyske agenter ud af at formindske en besked til millimeterstørrelse. Beskeden kunne derefter skjules oven på et punktum i en ellers uskyldig tekst. FBI opdagede tyskernes teknik i 1941, og kunne derefter følge med i kommunikationen, undtagen når beskederne var krypterede.
En nyere form for steganografi er at skjule beskeder i digitale billeder; "Med utviklingen av datateknologien er det laget metoder for å skjule meldinger i bilde-, lyd- og videofiler", skriver Store norske leksikon. Et billede er bygget op af billedpunkter (pixels). En pixel kan bestå af f.eks. 8 bit af data. For at skjule data i et billede kan man tage den mindst betydende bit af disse 8 bit for hvert billedpunkt og anvende denne som en del af den skjulte besked. Jo flere bits hver pixel består af, desto mindre er farveforskellen, og des mindre synlig er beskeden.